# 真水 (経済用語)
真水（まみず）とは経済対策のうち、実際に国内総生産を押し上げる効果のある予算のこと。
様々な定義が存在し厳密な定義は存在しないが、一般的に政府が直接的な支出を行う部分を言う。
融資枠の拡大や租税・保険料の猶予などは真水に含まれない、このため国が財投債を発行して民間に融資する財政投融資も含まれない。
経済対策において事業規模は定義や効果が曖昧で政策担当者が自由に決められる部分が大きいため、財政支出の裏付けを持つ真水で議論するものが多い。
「事業規模〇兆円、そのうち真水○兆円」と定義される。
例
・給付金や減税
・国庫負担増額を通じた社会保険料の減額
・社会保障への支出
・公共事業（人件費や材料費は真水に含まれる、用地費は含まれない）
・大学・研究機関への研究開発費
・学生への返済不要の奨学金
・軍事費